# Eugeniusz Kameduła
Eugeniusz Kameduła (ur. 25 maja 1941 w Powierciu, zm. 6 grudnia 2016) – polski pedagog, doktor habilitowany nauk humanistycznych, profesor nadzwyczajny Wydziału Studiów Edukacyjnych Uniwersytetu im. Adama Mickiewicza w Poznaniu.

## Życiorys
Urodził się 25 maja 1941 roku w Powierciu koło Koła, jego rodzicami byli Bolesław oraz Jadwiga z domu Biernat. W 1948 roku rozpoczął naukę w szkole podstawowej, a po jej ukończeniu w Liceum Ogólnokształcącym im. Kazimierza Wielkiego w Kole. Po zdaniu egzaminu dojrzałości, w 1961 roku rozpoczął pracę jako instruktor w Komendzie Hufca Harcerskiego w Kole. W 1961 roku rozpoczął studia pedagogiczne na Uniwersytecie im. Adama Mickiewicza w Poznaniu, do 1963 roku był instruktorem w Komendzie Chorągwi Wielkopolskiej ZHP, ale w stopniu podharcmistrza zrezygnował z dalszej działalności w ZHP. Zaczął się później udzielać w Zrzeszeniu Studentów Polskich.
W 1966 roku uzyskał uprawnienia pilota wycieczek zagranicznych. W tym samym roku uzyskał tytuł magistra i rozpoczął pracę na stanowisku asystenta w Zakładzie Dydaktyki Katedry Pedagogiki Uniwersytetu Adama Mickiewicza. W 1974 roku obronił pracę doktorską i został adiunktem.
W 1989 na podstawie dorobku naukowego oraz rozprawy pt. Środki dydaktyczne w strukturalizacji wiedzy uczniów uzyskał stopień doktora habilitowanego nauk humanistycznych. Został profesorem nadzwyczajnym Wydziału Studiów Edukacyjnych UAM. W latach 1990−1996 był kierownikiem Pracowni Krajoznawstwa i Turystyki Szkolnej w Instytucie Pedagogiki Uniwersytetu Adama Mickiewicza. W latach 90. pracował też w Wyższej Szkole Pedagogicznej w Zielonej Górze. W 1997 roku rozpoczął też pracę w Mazowieckiej Wyższej Szkole Humanistyczno-Pedagogicznej w Łowiczu, gdzie pełnił funkcję kierownika Katedry Dydaktyki i przez dwa lata był dziekanem Wydziału Pedagogicznego. Przez kilka lat pracował też w Wyższej Szkole Bezpieczeństwa w Poznaniu, gdzie był kierownikiem Katery Dydaktyki.
Był także nauczycielem akademickim Wyższej Szkoły Nauk Humanistycznych i Dziennikarstwa w Poznaniu, Collegium da Vinci i Wielkopolskiej Wyższej Szkole Społeczno-Ekonomicznej w Środzie Wielkopolskiej.
Został pochowany 10 grudnia 2016 na cmentarzu w Imielnie w powiecie gnieźnieńskim.

## Wybrane publikacje
- Środki dydaktyczne w strukturalizacji wiedzy ucznia, Poznań 1989.
- W kręgu edukacji, nauk pedagogicznych i krajoznawstwa (współautorzy: Eugeniusz Piotrowski, Ignacy Kuźniak) Poznań 2003.
- Koncepcje zmian w kształceniu nauczycieli [w:] H. Moroz (red.), Rozwój zawodowy nauczyciela, Kraków 2005.
- Wykorzystanie mediów w szkole wyższej, [w:] M. Kozielska (red.), Edukacja dla społeczeństwa wiedzy, Toruń 2007.
- Nowa jakość kształcenia i wychowania po reformie systemu oświatowego [w:] H. Moroz (red.), Problemy doskonalenia systemu edukacyjnego w Polsce, Kraków 2008[2].